# Epidendrum suavis
Epidendrum suavis là một loài thực vật có hoa trong họ Lan. Loài này được (Rchb.f. & Warsz.) Løjtnant mô tả khoa học đầu tiên năm 1977.